# Euphyia remissata
Euphyia remissata là một loài bướm đêm trong họ Geometridae.